# Inčukalns
 (août 2017).
Si vous disposez d'ouvrages ou d'articles de référence ou si vous connaissez des sites web de qualité traitant du thème abordé ici, merci de compléter l'article en donnant les références utiles à sa vérifiabilité et en les liant à la section « Notes et références ».
Inčukalns (en allemand : Hinzenberg) est un village de la municipalité de Inčukalns en Lettonie.

## Monuments
- ancien palais de chasse d'Inčukalns
- manoir Hincenberg - Hincenbergas muiža
- parc Indrānu - plantation dendrologique protégée[1]
- grotte d'Inčukalns - Inčukalna Velnala
- monument de Kārlis Zāle Sērojošā māte - inauguré en  1941 au carré militaire du cimetière d'Inčukalns
- parc Baltic Bonsaï
- parc Rāmkalnu

## Galerie

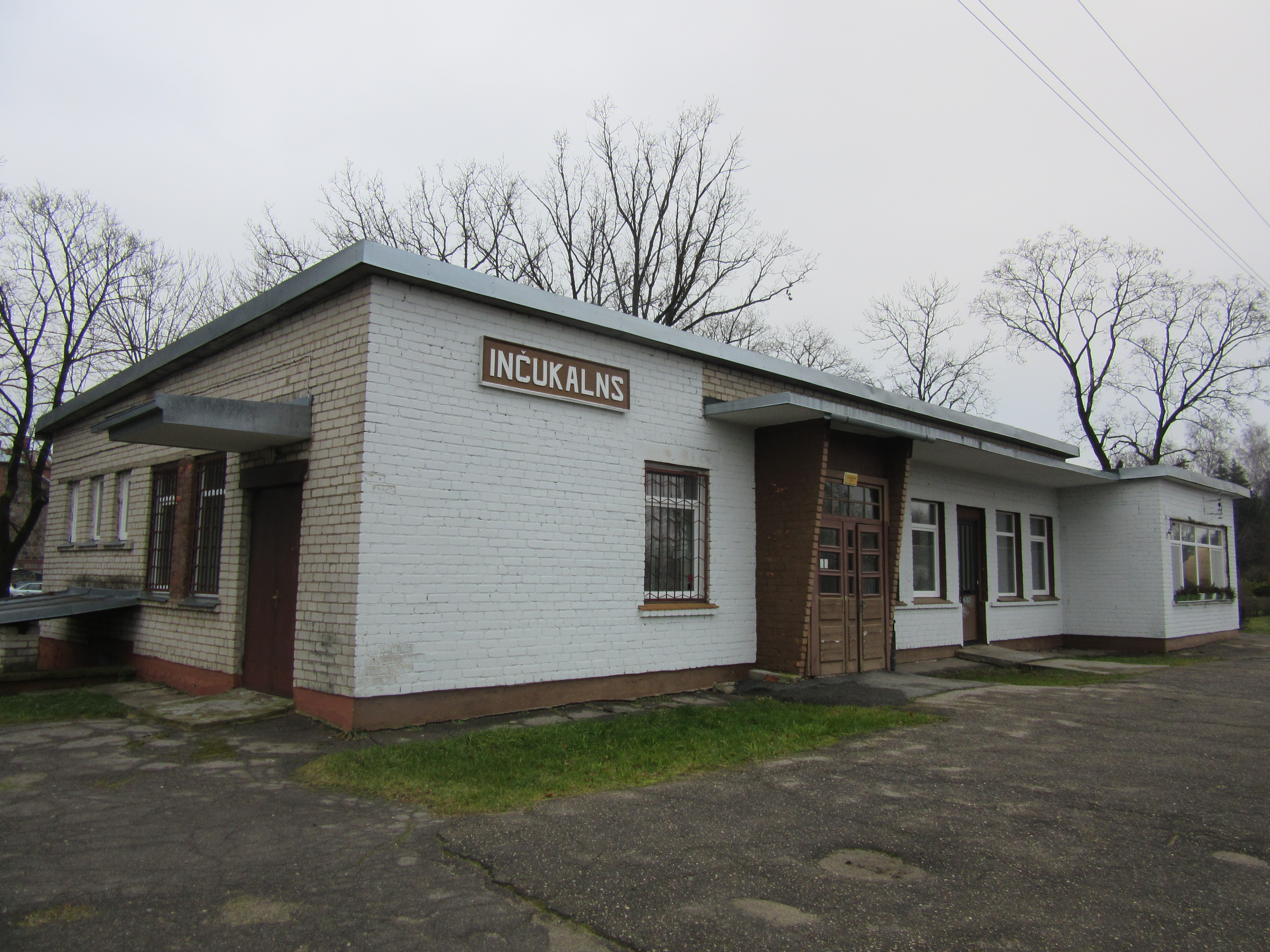
Gare de trains de Inčukalns